# Alberto Acitores Balbás
Alberto Acitores Balbás (Torquemada, Palencia, 7 de diciembre de 1949 - Sierra de La Cabrera, Madrid, 30 de junio de 1988) fue un político y sindicalista español. Diputado en el Congreso de los Diputados del PSOE por la provincia de Palencia durante la II Legislatura (1982-1986) y III Legislatura (1986-1988).

## Biografía
A los doce años ingresó en los Dominicos y cursó estudios en los colegios y conventos que dicha orden religiosa tenía en La Virgen del Camino (León), Las Caldas de Besaya (Cantabria) y Salamanca. Con 21 años abandonó la orden y marchó a Roma, donde completó su licenciatura en Filosofía pura durante los años 1971-1972, para regresar a España en 1973. Casado con Francisca Martínez, con la que tuvo tres hijos: Alberto, Carlos y Javier. Ejerció como profesor de Historia en el Instituto Politécnico Virgen de La Paloma de Madrid, hasta el año 1982, en que resultó elegido diputado en Cortes las listas del PSOE por la provincia de Palencia.
Falleció en accidente de helicóptero el 30 de junio de 1988, al estrellarse el vehículo en el que viajaba en la Sierra de La Cabrera (Madrid), en la falda del pico Cancho Gordo, entre los términos municipales de La Cabrera y Valdemanco, a unos 70 km de la capital. Acitores se dirigía a Aguilar de Campoo, Palencia, al acto de entrega del premio Europa Nostra al Monasterio de Santa María la Real, junto a la directora general de Tráfico, Rosa Manzano, y el periodista y crítico de arte Santiago Amón, además de los pilotos Santiago Aizpurúa y Manuel Moratifia. Los cinco perecieron en el accidente.

## Actividad política
En las Elecciones Generales de 1982, a propuesta del Comité Provincial del PSOE de Palencia, encabezó la lista de candidatos al Congreso de los Diputados, seguido de Juan Ramón Lagunilla y de Ricardo Rodrigo Arroyo. Esta lista fue la más votada, por lo que sus dos primeros integrantes, fueron proclamados como Diputados. En esta II Legislatura, se integró en las comisiones de Educación y Cultura, y Reglamento. En las Elecciones de 1986, volvió a encabezar la candidatura por Palencia, acompañado otra vez de Juan Ramón Lagunilla y de Mª Teresa Santos Sánchez, saliendo elegido de nuevo Diputado al ser otra vez la lista del PSOE la más votada. En la II Legislatura formó parte de las comisiones de Educación y Cultura, y Defensor del Pueblo.